# Joe Dallesandro
Joe Dallesandro és un actor i una estrella Warhol estatunidenca nascuda el 31 de desembre de 1948 a Pensacola, Florida. Tot i que mai ha esdevingut una estrella de primera línia del cinema, generalment se'l considera la icona sexual més famosa de la filmografia underground americana del segle xx, així com de la subcultura homosexual. Dallessandro s'autodefineix com a bisexual.
Dallessandro va aparèixer a la pel·lícula Flesh fent de prostitut. El 1970 la revista Rolling Stone la va declarar "Pel·lícula de l'any" i això va convertir aquest actor en una estrella de culte juvenil, de la revolució sexual i subcultural de l'art col·lectiu novaiorquès de la dècada dels 70.

## Biografia
Va ser descobert quan tenia 18 anys a Nova York per Andy Warhol, que va quedar fascinat pel seu cos. Paul Morrissey el va filmar nu en diverses ocasions de manera que el va convertir en una icona sexual del cinema underground. Aquesta fama el va portar a Europa on va promocionar-se per Itàlia i França, sobretot amb el director Serge Gainsbourg, amb qui va fer el film Je t'aime moi non plus; Jacques Rivette i Catherine Breillat.
A l'inici de la dècada dels 80, tornà als Estats Units i encarà una nova etapa de la seva carrera treballant pel director Francis Ford Coppola (Cotton Club), pel realitzador John Waters (Cry-Baby) i per Steven Soderbergh. Joe Dalessandro s'ha casat tres vegades i té dos fills.
Al Festival Internacional de Films de Berlín se'l va guardonar amb un Teddy Award especial.

## Filmografia
- 1967: Four Stars d'Andy Warhol
- 1968: The Loves of Ondine d'Andy Warhol i Paul Morrissey
- 1968: Flesh de Paul Morrissey
- 1968: San Diego Surf d'Andy Warhol
- 1969: Lonesome Cowboys d'Andy Warhol
- 1970: Trash de Paul Morrissey
- 1972: Heat de Paul Morrissey
- 1974: Flesh for Frankenstein (Carn per a Frankenstein) de Paul Morrissey i Antonio Margheriti
- 1974: Blood for Dracula (sang per a Dràcula) de Paul Morrissey i Antonio Margheriti
- 1974: Seeds of Evil de James H. Kay
- 1974: Donna è bello de Sergio Bazzini
- 1975: Black Moon de Louis Malle
- 1975: Il Tempo degli assassini de Marcello Andrei
- 1975: Fango bollente de Vittorio Salerno
- 1975: Calore in provincia de Roberto Bianchi Montero
- 1975: L'Ambizioso de Pasquale Squitieri
- 1976: Je t'aime moi non plus de Serge Gainsbourg
- 1976: La Marge de Walerian Borowczyk
- 1976: L'Ultima volta de Aldo Lado
- 1978: Suor Omicidi de Giulio Berruti
- 1978: Un Cuore semplice de Giorgio Ferrara
- 1978: 6000 km di paura de Bitto Albertini
- 1979: Tapage nocturne de Catherine Breillat
- 1980: Vacanze per un massacro de Fernando Di Leo
- 1980: Parano de Bernard Dubois
- 1981: Merry-Go-Round de Jacques Rivette
- 1982: Queen Lear de Mokhtar Chorfi
- 1984: The Cotton Club de Francis Ford Coppola
- 1984: Miami Vice (primera temporada, episodi 7)
- 1987: Critical Condition de Michael Apted
- 1988: Sunset de Blake Edwards
- 1990: Cry-Baby de John Waters
- 1990: Almost an Angel de John Cornell
- 1990: Private War de Frank De Palma
- 1990: Double Revenge d'Armand Mastroianni
- 1992: Wild Orchid II: Two Shades of Blue de Zalman King
- 1992: 'Guncrazy de Tamra Davis
- 1992: Inside Out de Lizzie Borden et Adam Friedman
- 1993: Love Is Like That de Jill Goldman
- 1994: Sugar Hill de Leon Ichaso
- 1995: Dino Rex (Theodore Rex) de Jonathan R. Betuel
- 1998: L.A. Without a Map de Mika Kaurismäki
- 1999: The Limey de Steven Soderbergh
- 2000: Citizens of Perpetual Indulgence d'Alex Monty Canawati
- 2002: Pacino Is Missing d'Eric M. Galler

## Curiositat
- Lou Reed va referir-se a Dallesandro amb l'apel·lació "Little Joe" (com l'actor s'autoanomena) dins la cançó cèlebre "Walk on the Wild Side".